# 夏川優奈
夏川 優奈（なつかわ ゆうな、1975年2月10日 - ）は、日本のAV女優、元ストリッパー。
長崎県出身。

## 略歴・人物
- 1995年 - 北原 梨奈（きたはら りな）名義でAVデビュー。
- 2007年12月21日に北原 りなの芸名で復帰作がケイ・エム・プロデュースより発売と発表されたが、発売前に中止となった（他にもMOODYZより発売が予定されていたがこれも中止）。
- 2008年4月25日に白石 沙里奈（しらいし さりな）の芸名でケイ・エム・プロデュースより「デビュー作」が発売された。同じく発売中止となっていたMOODYZの作品も白石沙里奈名義で、2008年5月13日に発売されている。
- 2009年2月13日に夏川 優奈の芸名で東京音工よりすけべな息子に義母はメロメロ12が発売された。
- 週刊実話2009年2月26日号に夏川優奈の芸名でヌードグラビア掲載。

- 趣味 映画鑑賞[1]

## 作品

### アダルトビデオ

#### 北原梨奈名義
1995年
- ジュワッと濡れてます（2月28日、ティファニー）＊デビュー作
- 濡れすぎがたまにきず（3月28日、ティファニー）
- Fuck'nSchool（4月9日、宇宙企画）
- 制服チカン三昧（5月11日、アテナ映像）
- むさぼるように愛されたい（5月31日、エイトマン）…共演：浅倉舞、藤森加奈子
- 女体解剖 そんなに拡げて見ないで（6月30日、アテナ映像）
- ナース倶楽部 VOL.8（8月13日、バズーカ）＊オムニバス作品
- エクスタシー・メモリー（9月12日、ティファニー）＊オムニバス作品
- 放課後泥棒（9月30日、KUKI / TANK）
- 欲望監禁（10月30日、アドニス）
- 奥まで丸見え!（11月5日、芳友メディアプロデュース）
- 制服レイプ 愛奴3（12月15日、シャイ）

1996年
- ヘアマガ モジャ VOL.2 池上美沙・可愛ゆう・北原梨奈（1月15日、英知出版）
- 梨奈ちゃんは女王様（1月30日、アドニス）
- ソンナミラーズ2（2月14日、KUKI/TANK）…共演：森口海砂、秋野結衣
- 淫モラルブルマー狩り2（2月19日、笠倉出版社）
- 人間・廃業（3月1日、アリスJAPAN）
- ホカホカ脱ぎたてブルマ!（4月13日、ミス・クリスティーヌ）
- NEO 出血大制服21（5月10日、アトラス21）
- マドンナメイト特撮版 通学痴漢電車（6月25日、二見書房）
- AVアイドル伝説（6月28日、アトラス21）
- 伝説裸天使アイドル15年史 プルルン編（7月23日、芳友舎）＊オムニバス作品
- 守ってあげたい（7月25日、ブーケ）
- 女喰い ザ・ストーカー（8月29日、エイトマン）…共演：小室友里、寺田里美
- 超アドニス 妖精の微笑（9月10日、アイビック）＊オムニバス作品
- コスプレドールの甘い罠（11月1日、アトラス21）
- おしめり手帖6（11月30日、宇宙企画）
- 乳（MILK）TANKの天使たち 3 （12月11日、KUKI）＊オムニバス作品
- コスプレマンボ（12月15日、ネクストイレブン）
- 7人の生贄 レイプ奴隷に明日はない！（12月31日、エイトマン）…共演：後藤えみり、嵐山ゆき、芳村ゆい、上村翔子、さくらかほる、本田耀子
- 欲望最前線（FURIOUS FR-001）

1997年
- NEO 出血大制服スーパーコレクション 3（1月31日、アトラス21）＊オムニバス作品
- 妖精たちの卑猥な舞い（2月25日、サンティアラ）＊オムニバス作品
- しっとりさせて（3月7日、アトラス21）
- はみだせ女子校生（3月13日、芳友舎）
- ザ・ストーカー・ショック 侵犯（3月25日、アトラス21）
- 巨乳・美乳熱烈コスプレFUCK8連発!!（3月31日、ミス・クリスティーヌ）＊オムニバス作品
- リップ倶楽部デラックス 3（4月25日、笠倉出版社）＊オムニバス作品
- 人間・廃業ファイル Vol.2（8月1日、アリスJAPAN）＊オムニバス作品
- AVアイドル大集合! スーパーエロすぐり8連発!!（8月27日、エイトマン）＊オムニバス作品
- 超アドニス ヴィーナスの微笑（9月15日、アイビック）＊オムニバス作品

1998年
- 淫モラルブルマー狩りスペシャル（12月18日、笠倉出版社）＊オムニバス作品

1999年
- やり狂い4痴態（1月1日、大魔王映像）
- 乳プレミアムガールズ 120分（10月16日、KUKI）＊オムニバス作品
- AV美少女マル秘ファイル凝縮盤（10月29日、TMA）＊オムニバス作品

2000年
- コスプレ天使 瞳リョウ・北原梨奈・一色彩果（6月30日、シャイ企画）＊オムニバス作品
- セブン Vol.3 七つの夢の物語（7月21日、ビデオバンク）＊オムニバス作品
- superブルマ倶楽部（11月24日、デジタルドリームデベロ）＊オムニバス作品

2001年
- NEO出血大制服完全版 1（1月17日、アトラス21）＊オムニバス作品
- スーパー バーチャオナ コスチューム倶楽部（6月7日、愛Super）
- 恥ずかしいコト。（9月22日、アウダースジャパン）
- 主演監督（10月5日、ワンズファクトリー）
- FACE 28（アウダースジャパン FA-028）

2002年
- スーパー バーチャオナ 北原梨奈・千夏（1月21日、ペニーレイン）
- 素人コスプレイヤーハメ殺し 9（2月19日、王道）
- 喪服のしびれる乳房（4月26日、奇譚クラブ）
- LESBIAN HEAVEN（5月14日、バーチャルウェーブ）＊オムニバス作品
- ハッピーデートDX 2（5月28日、ワンズファクトリー）＊オムニバス作品
- 女教師・恥辱のしたたり（6月27日、奇譚クラブ）
- Happy Date（8月28日、ワンズファクトリー）
- Egoist 02 宮下希帆・北原梨奈（10月12日、トキワコーポレーション）
- 痴女物語 4つの天国 4人の天使（11月27日、麒麟堂）＊オムニバス作品
- 手コキ物語 矢沢ようこ・松井はるか・宝来みゆき・北原梨奈（11月27日、麒麟堂）＊オムニバス作品
- FACE スペシャルエディション 美少女selection 01 麻木菫・紺野沙織・北原梨奈（12月5日、アウダースジャパン）＊オムニバス作品
- PURE PRIN お嬢様10人の恥じらい（12月10日、ビデオバンク）＊オムニバス作品
- 北原梨奈の箱（ゾーンワークス MB-008）※「主演監督」「Happy Date」のカップリングDVD

2003年
- ブルセラ物語 4つの天国 4人の天使（2月1日、麒麟堂）＊オムニバス作品
- ぶっかけ物語 4つの天国 4人の天使（2月1日、麒麟堂）＊オムニバス作品

2004年
- スチュワーデス淫夢物語（4月8日、アタッカーズ）
- 大都会露出ドライブMAX （6月25日、ナイトラン）林かれん, 桜沢奈々子, 秋山礼子, 堤さやか
- 絶対ヤれる●秘コスプレ撮影会 VOL.2（7月23日、スパークス）
- 新婚妻は裸にエプロン5（9月11日、クリスタル映像/エルメス）川原レイナ、矢沢明日香、杉崎瀬奈、眞雪ゆん、大野さやか

2005年
- 人妻ホレ薬 北原梨奈・酒井ちなみ・真田ゆかり（12月19日、アウトビジョン）

発売日不明
- エッチの法則（マドンナ企画 MO-01）VHS
- レッグフェティッシュファンタジー（ペニーレイン LFF-10）VHS
- 特選 ミセスショップ 商品名 梨奈28才（絆GET YOU KTM-45）VHS
- ダブルバージョンファック 北原梨奈・池上恵美（アート エンタープライズ DBL-08）VHS
- 大都会露出ドライブ VOL.11（インパルス DRD-11）VHS
- 冬物語 2（? WSL-15）VHS
- 北原梨奈のロリータ（VENUS VNS-013）VHS
- 北原梨奈の淫美（VENUS VNS-014）VHS
- 北原梨奈の連続ぶっかけ（VENUS VNS-015）VHS
- 北原梨奈の手コキ（VENUS VNS-016）VHS
- 美乳日記 小林美和子・北原梨奈・葉山みどり（バリーズ BLD-014）DVD

#### 白石沙里奈名義
2008年
- 生中出し 超デジモ（4月25日、KMP）
- ハイパーデジタルモザイクVol.074（5月13日、MOODYZ）
- around 30（6月12日、プレステージ ）
- 義母と叔母 第五章 禁断の極上中出し関係（6月20日、ネクストイレブン）松浦ユキ
- 僕のおばさん （6月25日、out vision(VC)(D)）
- 熟女の口はもっと嘘をつく。DXII （7月18日、アウダースジャパン）金沢文子
- 近親相姦5 元アイドルのママは八百屋さん、そして僕とも関係を結ぶ下品な女です（8月7日、グローリークエスト）
- 旦那の同僚に脅されて～もうこの快楽忘れられない～（8月14日、タカラ映像）
- 近親相姦 母の匂い（9月19日、out vision(VC)(D)）
- 義父に犯されて… 美嫁いぢり（10月7日、out vision(VC)(D)）
- 義母相姦 家庭の中での情事（10月15日、ドリームチケット）
- 初撮り 新人妻 白石沙里・奈高島亜紀（10月25日、ドリームステージ）
- 限界 おもらし三昧（11月1日、アウトビジョン）
- Best Scene of 熟女の口はもっと嘘をつく。 2（12月26日、アウダースジャパン）＊オムニバス作品

2009年
- 義父に犯されて…美嫁いぢり総集編4時間（3月7日、マドンナ）＊オムニバス作品
- 人妻陵辱中出し（5月1日、剛田プロ）
- 義母と叔母 禁断の極上中出し関係 DX（8月15日、ネクストイレブン）＊オムニバス作品

#### 夏川優奈名義
2009年
- すけべな息子に義母はメロメロ12（2月13日、東京音工）
- 義隷母（6月25日、ミルキーズピクチャーズ）

## 出演

### 映画
北原梨奈 名義
- くノ一忍法帖 忍者月影抄（1996年4月13日公開、東北新社）監督:津島勝[2]
- エンジェル 正体不明のお女王様!?（1997年4月4日、大映 原作:遊人）監督:服部光則※Vシネマ[3]
- 校内写生'97 渋谷レイパーズ（1996年4月13日公開、東北新社）監督:三好隆之

### バラエティ
北原梨奈 名義
- ギルガメッシュないと　（ - 1998年3月28日、テレビ東京）AGガールズとして

### ゲーム
北原梨奈 名義
- THE・野球拳 パート25（NEWジャトレ） 共演：川上美沙、川浜なつみ、桜沢かおる ※アーケードゲーム
- お嬢様を狙え！！（1998年7月23日、クリスタルビジョン、セガサターン）久保田亜紀（声） 役

## 書籍

### 写真集
- ギルガメッシュNIGHT写真集 オールコレクションズ 北原梨奈・憂木瞳ほか多数（1996年8月5日、ぶんか社）撮影:渡邊香富 ISBN 9784821121069
- 北原梨奈写真集 茱萸（ぐみ）（1997年4月20日、東京三世社）撮影:西尾和久 ISBN 9784812602003

### デジタル写真集
- デジタル写真集01 復活! 淫らに愛して…Kindle版（2013年1月15日、pad）撮影:郡司大地
- デジタル写真集02 復活! 太くて硬いのを頂戴…Kindle版（2013年1月15日、pad）撮影:郡司大地[4]

### 雑誌
- オレンジ通信 1996年02月号（表紙）
- VIDEO BOY(No.135～No.150連載「北原梨奈の日本征服新聞」　英知出版)